# Deuteronomos destrigaria
Deuteronomos destrigaria là một loài bướm đêm trong họ Geometridae.